# Bankja
Bankja (bułg. Банкя) – miasto w Bułgarii; 11 tys. mieszkańców (2010). W tym mieście urodził się i wychował obecny premier Bułgarii – Bojko Borisow.